# Rhodiola ludlowii
Rhodiola ludlowii är en fetbladsväxtart som beskrevs av Hideaki Ohba. Rhodiola ludlowii ingår i släktet rosenrötter, och familjen fetbladsväxter. Inga underarter finns listade i Catalogue of Life.